# 香月西
香月西（かつきにし）は福岡県北九州市八幡西区の地名。香月西一丁目から四丁目の町がある。住居表示実施済み。郵便番号は807-1103。

## 地理
八幡西区の南部西端に位置し、北に椋枝、北東に吉祥寺町、東に香月中央、南東に大字香月、南に大字楠橋、南西に高江と接し、西から北西に中間市と接する。

### 河川
- 一級河川 黒川
- 準用河川 新延川

## 地域の特徴
町域の北東端から新延川が南流し、町域の南部で西に流れを変える。町域の南縁に沿って西流する黒川がそのまま西縁にそって北上し、新延川と合流する。町域の南東端から東縁に沿って県道280号植木上上津役線が、南縁に沿って県道61号小倉中間線が走る。県道61号小倉中間線は新延川と並走した後に北西に向きを変えて町域を抜ける。北部の一丁目の北半分は山林、南部の四丁目は主に香月中央公園が面積を占める。一丁目の南部と二丁目、三丁目は住宅街となっている。

一丁目に光照寺、二丁目に聖愛保育園，紫雲寺，福岡ひびき信用金庫 香月支店，ゆめマート 香月西，市営住宅明治町団地，市営住宅ヴィレッジ香月団地、三丁目に市営住宅大辻東町第一団地・第二団地，西鉄バス北九州 香月自動車営業所、四丁目に香月中央公園，香月・黒川ほたる館などがある。

## 歴史
かつては大辻炭鉱の炭鉱住宅街として栄えた町。県道61号小倉中間線のすぐ北側を国鉄香月線及び筑豊鉄道線が走り、香月郵便局（香月中央三丁目）の向かいには香月駅（香月線の終点，筑豊鉄道線の起点）があったが、筑豊鉄道線は1954年（昭和29年）10月1日に、香月線は1985年（昭和60年）4月1日に全線が廃止された。

### 沿革
- 1987年（昭和62年）6月1日 - 香月西一丁目 - 四丁目新設[4][5]。

### 町名の変遷
| 実施内容          | 実施年月日               | 実施後       | 実施前         |
| ----------------- | ------------------------ | ------------ | -------------- |
| 町名新設 住居表示 | 1987年（昭和62年）6月1日 | 香月西一丁目 | 大字香月の一部 |
| 町名新設 住居表示 | 1987年（昭和62年）6月1日 | 香月西二丁目 | 大字香月の一部 |
| 町名新設 住居表示 | 1987年（昭和62年）6月1日 | 香月西三丁目 | 大字香月の一部 |
| 町名新設 住居表示 | 1987年（昭和62年）6月1日 | 香月西四丁目 | 大字香月の一部 |

## 世帯数と人口
2025年（令和7年）3月31日現在（北九州市発表）の世帯数と人口は以下の通りである。
| 町           | 世帯数  | 人口    |
| ------------ | ------- | ------- |
| 香月西一丁目 | 201世帯 | 517人   |
| 香月西二丁目 | 383世帯 | 671人   |
| 香月西三丁目 | 245世帯 | 617人   |
| 香月西四丁目 | 125世帯 | 208人   |
| 計           | 954世帯 | 2,013人 |

### 人口の変遷
国勢調査による人口の推移。
| 1995年（平成7年）  | 2,052人 | [ 6 ]  |  |
| 2000年（平成12年） | 2,022人 | [ 7 ]  |  |
| 2005年（平成17年） | 1,967人 | [ 8 ]  |  |
| 2010年（平成22年） | 2,254人 | [ 9 ]  |  |
| 2015年（平成27年） | 2,468人 | [ 10 ] |  |
| 2020年（令和2年）  | 2,235人 | [ 11 ] |  |

### 世帯数の変遷
国勢調査による世帯数の推移。
| 1995年（平成7年）  | 725世帯 | [ 6 ]  |  |
| 2000年（平成12年） | 752世帯 | [ 7 ]  |  |
| 2005年（平成17年） | 761世帯 | [ 8 ]  |  |
| 2010年（平成22年） | 861世帯 | [ 9 ]  |  |
| 2015年（平成27年） | 927世帯 | [ 10 ] |  |
| 2020年（令和2年）  | 883世帯 | [ 11 ] |  |

## 学区
市立小・中学校に通う場合、学区は以下の通りとなる。
| 町           | 街区・戸番 | 小学校               | 中学校               |
| ------------ | ---------- | -------------------- | -------------------- |
| 香月西一丁目 | 全域       | 北九州市立香月小学校 | 北九州市立香月中学校 |
| 香月西二丁目 | 全域       | 北九州市立香月小学校 | 北九州市立香月中学校 |
| 香月西三丁目 | 全域       | 北九州市立香月小学校 | 北九州市立香月中学校 |
| 香月西四丁目 | 全域       | 北九州市立香月小学校 | 北九州市立香月中学校 |

## 交通

### バス
域内のバス停と系統は以下の通りである。
| 運行事業者 | 運行事業者       | 西鉄バス北九州 | 西鉄バス北九州 | 西鉄バス北九州 | 西鉄バス北九州 | 西鉄バス北九州 | 西鉄バス北九州 | 西鉄バス北九州 | 西鉄バス北九州 | 西鉄バス北九州 | 西鉄バス北九州 | 西鉄バス北九州 | 西鉄バス北九州 | 西鉄バス北九州 |
| 系統       | 系統             | 40             | 41             | 50             | 57             | 61             | 67             | 74             | 74-1           | 75             | 76             | 77             | 143            | 150            |
| 停留所     | 新延橋           |                |                | ○              |                | ○              | ○              | ○              | ○              |                |                |                |                |                |
| 停留所     | 香月営業所       | ○              | ○              | ○              | ○              |                |                |                |                | ○              | ○              | ○              | ○              | ○              |
| 停留所     | 大辻東町第二団地 | ○              | ○              |                | ○              |                |                |                |                | ○              | ○              | ○              | ○              | ○              |
| 停留所     | 明治町団地       | ○              | ○              |                | ○              |                |                |                |                | ○              | ○              | ○              | ○              | ○              |

### 道路
- 県道61号小倉中間線
- 県道280号植木上上津役線

## 施設

### 医療施設
- 山本医院
- 吉川医院

### 金融機関
- 福岡ひびき信用金庫 香月支店

### 商業施設
- ゆめマート 香月西

### 社会福祉施設
- 聖愛保育園

### 文化施設
- 香月・黒川ほたる館

### 公営住宅
- 市営住宅ヴィレッジ香月団地
- 市営住宅大辻東町第一団地
- 市営住宅大辻東町第二団地
- 市営住宅明治町団地

### 寺社
- 光照寺（帆柱新四国第五十二番札所）
- 紫雲寺

### 公園
- 香月中央公園
- 香月青葉の森公園
- 香月中公園
- 香月西三丁目公園
- 香月西三丁目北公園

### その他
- 西鉄バス北九州 香月自動車営業所